# Архитектонска акустика
Архитектонска акустика је наука и инжењеринг о постизању звука унутар објеката и грана је акустичног инжењеринга. Прву примену савремених научних метода у архитектонској акустици спровео је Wallace Clement Sabine y просторији Fogg Museum, који је касније применио своја новооткривена знања на дизајн Symphony Hall, Boston.

## Предмет изучавања
Архитектонска акустика обухвата постизање добре разумљивости говора у позоришту, ресторану или на железничкој станици, побољшање квалитета музике у концертној дворани или студију, или сузбијање буке како би канцеларије и домови били пријатнији за рад и живот. Сврха јој је да се остваре услови за добро, квалитетно, и пријатно слушање. Важно је да при томе не буду задовољни само слушаоци, него и извођачи. Акустични квалитет који се добија преносом помоћу комуникацијских система, умногоме зависе од акустичних особина просторија из којих се преноси или репродукује. Данас су акустични принципи веома важни при пројектовању.
Ова наука анализира пренос буке од изградње екстеријера до ентеријера и обрнуто. Главне путање буке су кровови, надстрешнице, зидови, прозори, врата. Довољна контрола осигурава функционалност простора и често се захтева на основу коришћења грађевинских и локалних општинских прописа. Пример би био обезбеђивање одговарајућег дизајна за дом који ће бити изграђен у близини коловоза великог обима или испод путање за летење главног аеродрома или испод самог аеродрома.

### Значај
Пошто звук има важно место у људском животу, неки аспекти тог квалитета односе се и на звук, тј. на звучне појаве. Појам квалитета човековог окружења има и своју акустичку димензију, омеђену физиолошким и естетским захтевима његовог чула слуха.

## Контрола буке у међупростору
Ово је наука о ограничавању и/или контролисању преноса буке из једног грађевинског простора у други уз обезбеђивање функционалности простора и приватност говора. Типичне путање звука су плафони, преграде, акустичне плафонске плоче (као што су дрвене плафонске плоче), врата, прозори, бочни и средишњи продори. Техничка решења зависе од извора буке и путање звучног преноса, на пример бука настала од корака или бука (кроз ваздух, воду) од протока вибрација. Пример би, такође, био и обезбеђивање одговарајућег преградног зида у стамбеном комплексу да минимизира међусобне поремећаје због буке од стране станара у суседним становима.

## Акустика унутрашњег простора
Ово је наука о контроли површина просторија заснована на различитим својствима звука- апсорпцији и рефлексији. Време реверберације, које се може израчунати, може да доведе до слабе разумљивости говора. Рефлексија звука ствара таласе који производе природне резонанце које се могу чути као пријатна или иритантна сензација. Рефлектујуће површине могу бити нагнуте и координиране да обезбеде добру покривеност звука за слушаоца у концертној сали или музичком простору. Ради илустрације овог концепта, узмите у обзир разлику између модерне велике пословне сале за састанке или амфитеатра и класичне учионице са свим њеним тврдим површинама. Унутрашње површине зграда могу се градити од много различитих материјала. Савршени акустични панели су они без лица или са завршним материјалом који омета са акустичном испуном или подлогом. Тканине прекривене плоче су један од начина да се повећа акустична апсорпција. Завршни материјали се користе за покривање акустичних подлога. Често се састоје од тканине, дрвета или акустичне плочице. Тканина може бити обавијена око подлоге како би створила оно што се назива "префабрикован панел" и често обезбеђује добру апсорпцију буке.
Постоје три начина да побољшате акустику на радном месту и решите све проблеме са звуком- АБЦ('абецеда').
- А = Апсорбуј (преко драперије, тепиха, плафона, итд.),
- Б = Блокирај (преко панела, зидова, подова, плафона и распореда),
- C = Прикриј (преко прекривања звука).

Док се све три од њих препоручују за постизање оптималних резултата, Ц = Прикривање, појачавањем позадинског звука производи најдраматичније побољшање приватности говора-са најмање прекида и обично по најнижој цени.